# Гимовское сельское поселение
Гимовское се́льское поселе́ние — муниципальное образование в Майнском районе Ульяновской области Российской Федерации.
Административный центр — посёлок Гимово.

## История
Статус и границы сельского поселения установлены Законом Ульяновской области от 13 июля 2004 года № 043-ЗО «О муниципальных образованиях Ульяновской области».

## Население
| 2010  | 2012  | 2013  | 2014  | 2015  | 2016  | 2017  |
| ----- | ----- | ----- | ----- | ----- | ----- | ----- |
| 1591  | ↘1500 | ↘1473 | ↘1451 | ↘1419 | ↘1388 | ↘1311 |
| 2018  | 2019  | 2020  | 2021  |       |       |       |
| ↘1259 | ↘1213 | ↘1179 | ↘1042 |       |       |       |

## Состав сельского поселения
| №  | Населённый пункт  | Тип населённого пункта          | Население |
| -- | ----------------- | ------------------------------- | --------- |
| 1  | Бычковка          | деревня                         | 2         |
| 2  | Воецкое           | село                            | 99        |
| 3  | Гимово            | посёлок, административный центр | 362       |
| 4  | Зеленя            | посёлок                         | 8         |
| 5  | Искра             | посёлок                         | 33        |
| 6  | Кадышевка         | деревня                         | 68        |
| 7  | Карамзинка        | село                            | 2         |
| 8  | Карлинское        | село                            | 322       |
| 9  | Крюковка          | село                            | 5         |
| 10 | Путиловка         | деревня                         | 73        |
| 11 | Репьевка-Космынка | село                            | 182       |
| 12 | Степное Матюнино  | село                            | 316       |
| 13 | Сухаревка         | деревня                         | 119       |

## Факт

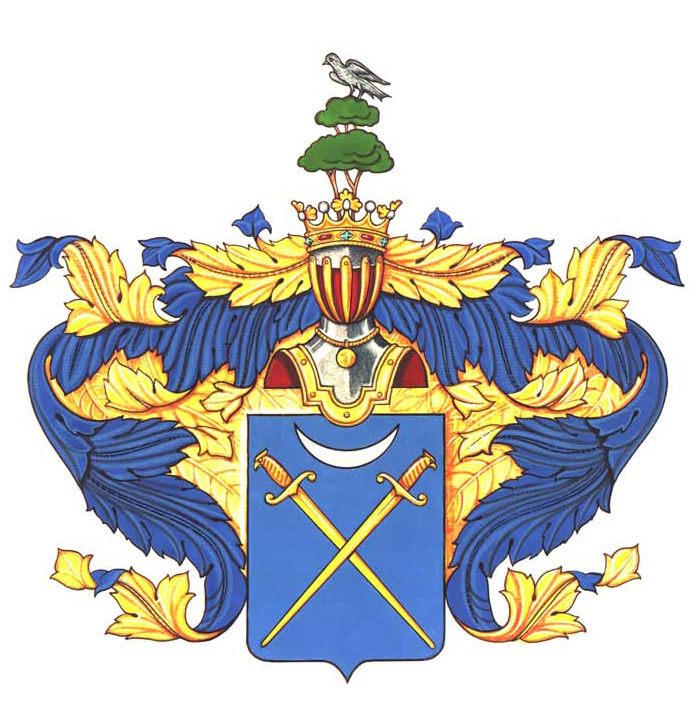
Родовой герб Карамзиных.

На флаге Гимовского се́льского поселе́ния изображён малый родовой герб Карамзиных: 

## Известные уроженцы
- Буланов, Семён Иванович (1902—1942) — советский военачальник, полковник. Родился в селе Воецкое.
- Шашков, Александр Георгиевич (1900—1942) — майор государственной безопасности. Родился в селе Степное Матюнино.
- Карамзин, Николай Михайлович (1766 - 1826) — историк, крупнейший русский литератор эпохи сентиментализма, прозванный «русским Стерном». Создатель «Истории государства Российского» (тома 1—12, 1803—1826) — одного из первых обобщающих трудов по истории России. Редактор «Московского журнала» (1791—1792) и «Вестника Европы» (1802—1803). Действительный статский советник.